# Brock (Ontario)
Brock to gmina (ang. township) w Kanadzie, w prowincji Ontario, w regionie Durham.
Powierzchnia Brock to 423,73 km². Według danych spisu powszechnego z roku 2001 Brock liczy 12 110 mieszkańców (28,58 os./km²).